# Greatest Hits:God's Favorite Band
グレイテスト・ヒッツ:ゴッズ・フェイバリット・バンド(Greatest Hits:God's Favorite Band)は、アメリカ合衆国のパンクバンド、グリーン・デイ(Green Day)が2017年11月17日にリプリーズ・レコードから発売した2枚目のベスト・アルバムである。

## 概要
本作には、グリーン・デイのこれまでのヒット曲20曲と、カントリー歌手のミランダ・ランバートが参加した「レボリューション・レディオ」のトラック「オーディナリー・ワールド（Ordinary World）」の新バージョン、およびこれまで未発表だった「バック・イン・ザ・USA(Back in the USA)」の2曲が収録されている。アルバムには、 「スムーズ（39/Smooth）」 (1990)、「ドス!（¡Dos!） 」(2012)、「トレ!（¡Tré!）」 (2012)を除く、グリーン・デイのスタジオ・アルバムからの曲が収録されている。そのうち10曲は、グリーン・デイの2001年のベスト・アルバム「インターナショナル・スーパーヒッツ!」に収録されていた。ジェイソン・ホワイトはバンドのツアーギタリストとして以前の役割に戻っていたが、「Back in the USA」のレコーディングに参加した。
アルバムタイトルは、2017年3月22日にバンドがザ・レイト・ショーに出演した際発せられた、スティーヴン・コルベアのジョークを参考にしたものである。コルベアはグリーン・デイを「神のお気に入りのバンド」と皮肉った。コルベアのこのジョークは、グリーン・デイのドラマー、トレ・クールがバンドの2005年のDVD『ブレット・イン・ア・バイブル（Bullet in a Bible）』でしたコメントを参考にしたもので、クールは会場の雨雲が晴れたのは「神が自分のお気に入りのバンドをもう一度見たいからだ」と述べた。

## 収録曲
特記以外は作詞：ビリー・ジョー・アームストロング、作曲：グリーン・デイ
| No.      | タイトル | 収録アルバム                           | 時間  |
| -------- | --- | -------------------------------------- | ----- |
| 1.       | 2000・ライト・イヤーズ・アウェイ"2000 Light Years Away"                                                                                              | カープランク                           | 2:25  |
| 2.       | ロングヴュー"Longview" | ドゥーキー                             | 3:56  |
| 3.       | ウェルカム・トゥ・パラダイス"Welcome to Paradise" | ドゥーキー                             | 3:45  |
| 4.       | バスケット・ケース"Basket Case" | ドゥーキー                             | 3:02  |
| 5.       | ウェン・アイ・カム・アラウンド"When I Come Around"                                                                                                   | ドゥーキー                             | 3:00  |
| 6.       | シー"She" | ドゥーキー                             | 2:15  |
| 7.       | ブレイン・シチュー"Brain Stew" | インソムニアック                       | 3:14  |
| 8.       | ヒッチン・ア・ライド"Hitchin' a Ride" | ニムロッド                             | 2:52  |
| 9.       | グッド・リダンス (タイム・オブ・ユア・ライフ)"Good Riddance (Time of Your Life)"                                                                     | ニムロッド                             | 2:35  |
| 10.      | マイノリティ"Minority" | ウォーニング                           | 2:49  |
| 11.      | ウォーニング"Warning" | ウォーニング                           | 3:43  |
| 12.      | アメリカン・イディオット"American Idiot" | アメリカン・イディオット               | 2:56  |
| 13.      | ホリデイ"Holiday" | アメリカン・イディオット               | 3:52  |
| 14.      | ブールヴァード・オブ・ブロークン・ドリームス"Boulevard of Broken Dreams"                                                                             | アメリカン・イディオット               | 4:22  |
| 15.      | ウェイク・ミー・アップ・ホウェン・セプテンバー・エンズ"Wake Me Up When September Ends"                                                               | アメリカン・イディオット               | 4:45  |
| 16.      | ノウ・ユア・エナミー"Know Your Enemy" | 21世紀のブレイクダウン                 | 3:11  |
| 17.      | 21ガンズ"21 Guns" | 21世紀のブレイクダウン                 | 5:24  |
| 18.      | オー・ラブ"Oh Love" | ウノ!                                  | 5:04  |
| 19.      | バン・バン"Bang Bang" | レボリューション・レディオ             | 3:27  |
| 20.      | スリル・ブリージング"Still Breathing" (music written by Green Day, Richard Parkhouse, Adam Slack, Luke Spiller, George Tizzard and Joshua Wilkinson) | レボリューション・レディオ             | 3:45  |
| 21.      | オーディナリー・ワールド"Ordinary World" （ featuring Miranda Lambert)                                                                               | レボリューション・レディオ(オリジナル) | 3:01  |
| 22.      | バック・イン・ザ・USA"Back in the USA" | 初収録                                 | 2:36  |
| トータル | トータル | トータル                               | 75:58 |